# Étienne Méhul
Étienne Nicolas Méhul (ur. 22 czerwca 1763 w Givet, zm. 18 października 1817 w Paryżu) – francuski kompozytor.

## Życiorys
Jako dziecko uczył się muzyki przy konwencie franciszkańskim w Givet u miejscowego organisty, następnie został posłany do Lavaldieu na nauki u niemieckiego organisty Wilhelma Hansena. W 1778 roku przybył do Paryża, gdzie kontynuował swoją edukację u Jeana-Frédérica Edelmanna. W 1785 roku został przyjęty na członka Société des Enfants d’Apollon. W 1790 roku w paryskim Théâtre Favart wystawił swoją pierwszą operę, Euphrosine. Należał do czołowych twórców okresu rewolucji francuskiej, pisząc utwory o charakterze patriotycznym i agitacyjnym, często na zamówienie Konwentu Narodowego. W 1795 roku został mianowany jednym z pięciu inspektorów nowo utworzonego Konserwatorium Paryskiego i członkiem Institut de France. Na zamówienie Napoleona Bonapartego napisał wielką kantatę Chant national du 14 juillet 1800, upamiętniającą zwycięską bitwę pod Marengo i rocznicę zdobycia Bastylii. Pod koniec życia ze względu na postępującą gruźlicę wycofał się z działalności publicznej.
W 1804 roku otrzymał order kawalera Legii Honorowej.

## Twórczość
Był najważniejszym francuskim kompozytorem operowym okresu rewolucji. Nawiązując do reformy operowej Christopha Willibalda Glucka na pierwszym miejscu stawiał walory dramatyczne. W swoich operach podejmował tematykę rycerską, baśniową, historyczną, a także rewolucyjną. Przez wiele lat współpracował z librecistą François-Benoîtem Hoffmanem.

## Wybrane kompozycje
(na podstawie materiałów źródłowych)

### Opery
- Euphrosine ou Le tyran corrigé (wyst. 1790)
- Cora (wyst. 1791)
- Stratonice (wyst. 1792)
- Le jeune sage et le vieux fou (wyst. 1793)
- Horatius Coclès (wyst. 1794)
- Mélidore et Phrosine (wyst. 1794)
- Doria ou La tyrannie détruite (wyst. 1795)
- La Caverne (wyst. 1795)
- Le Jeune Henri (wyst. 1797)
- La prise du pont de Lodi (wyst. 1797)
- Adrien (wyst. 1799)
- Ariodant (wyst. 1799)
- Epicure, wspólnie z Luigim Cherubinim (wyst. 1800)
- Bion (wyst. 1800)
- L’Irato ou L’Emporté (wyst. 1801)
- Une Folie (wyst. 1802)
- Le trésor supposé ou Le danger d’écouter aux portes (wyst. 1802)
- Joanna (wyst. 1802)
- Héléna (wyst. 1803)
- Le baiser et la quittance ou Une aventure de garnison, wspólnie z Boieldieu, Kreutzerem i innymi (wyst. 1803)
- L’hereux malgré lui (wyst. 1803)
- Les deux aveugles de Tolède (wyst. 1806)
- Uthal (wyst. 1806)
- Gabrielle d’Estrées ou Les amours d’Henri IV (wyst. 1806)
- Joseph (wyst. 1807)
- Les amazones ou La fondation de Thèbes (wyst. 1811)
- Le prince troubadour (wyst. 1813)
- L’oriflamme (wyst. 1814)
- Le journée aux aventures (wyst. 1816)
- Valentine de Milan, dokończona przez Josepha Daussoigne-Méhula (wyst. 1822)

### Balety
- Le Jugement de Pâris (wyst. 1793)
- La Dansomanie (wyst. 1800)
- Daphnis et Pandrose (wyst. 1803)
- Persée et Andromède (wyst. 1810)

### Utwory wokalno-instrumentalne
- Hymne à la raison na 3 głosy solowe, chór i orkiestrę (1793)
- Le Chant du départ na chór i orkiestrę dętą (1794)
- Chant national du 14 juillet 1800 na głosy solowe, 3 chóry, 2 harfy, róg solo i 2 orkiestry (1800)
- Messe solennelle na głosy solowe, chór i organy (1804)
- Chant du retour pour le Grande Armée na chór i 4 rogi (1808)
- O doux printemps na chór i orkiestrę (1810)

### Utwory instrumentalne
- 5 symfonii (I g-moll 1809, II D-dur 1809, III C-dur 1809, IV E-dur 1810, V A-dur niedokończona)
- Uwertura na instrumenty dęte (1793)
- Ouverture „burlesque” na fortepian, skrzypce, 3 mirlitony, trąbkę i perkusję (1794)